# Dmitri Donskoï (croiseur)
Pour les articles homonymes, voir Dmitri Donskoï.
Le Dmitri Donskoï (en russe : Дмитрий Донской) est l'un des premiers croiseurs cuirassés conçu pour la haute mer, il est construit pour la Marine impériale de Russie.
Ce bâtiment de guerre a pour sister-ship le Vladimir Monomaque (Владимир Мономах). Son lancement a lieu le 18 août 1883, sa mise en service en automne 1885. Ce navire de guerre doit son nom au grand prince de Moscou et de Vladimir, Dmitri Donskoï (1350-1389). Le Dmitri Donskoï prend part à la guerre russo-japonaise de 1904-1905, il est sabordé à la bataille de Tsushima le 28 mai 1905.

## Histoire
Le vice-amiral Andreï Aleksandovitch Popov (1821-1898) est le premier à promouvoir la construction de croiseurs blindés conçus pour la haute mer. Auparavant, le vice-amiral avait déjà commandé une escadre de corvettes et de clippers. L'expérience acquise lors de la construction du premier croiseur à coque métallique de la classe Amiral général, l'échec du croiseur blindé Minine (Минин) apportèrent une certaine expérience concernant les modifications à apporter sur les croiseurs cuirassés. Le vice-amiral mit en œuvre deux versions au projet d'un nouveau croiseur, dans le même temps, il demanda à l'amiral Avraam Bogdanovitch Aslanbegov (1822-1901), le chef de brigade des croiseurs, d'évaluer les qualités du Minine. En réponse l'amiral présenta quelques suggestions et commentaires recueillis auprès de neuf spécialistes de croiseur : le capitaine de 1er rang Nazimov, un officier supérieur, le capitaine-lieutenant Iouriev, un ingénieur mécanicien le capitaine Pestikogo, un officier supérieur de l'artillerie, le poruchik (lieutenant) Pavlovsky, un officier supérieur de la navigation le lieutenant Kochelev, le mécanicien de navire Alexandrov. L'essentiel des propositions se résumèrent comme suit :
- les croiseurs frégates, les corvettes possèderont des batteries fermées ;
- l'armement doit être plus puissant mais en plus petit nombre ;
- une augmentation de la taille du navire ;
- en longueur 87,08 à 91,05 mètres ;
- en largeur 14,09 à 17,01 mètres ;
- La vitesse devra être portée de 16 à 17 nœuds ;
- la puissance des machines devrait atteindre une puissance de 900 ch à 1 000 chevaux ;
- le charbon devrait être de 1 200 tonnes ;
- une réduction des tubes lance-torpilles (quatre tubes).

Néanmoins les notes de l'amiral Avraam Bogdanovitch Aslanbegov ne furent pas prises en compte. Grâce à sa haute position, Andreï Alexandrovitch Popov, membre de la Direction de la technique naval, sans passer par le MTC donne son approbation pour la construction de l'Amiral général et, le 30 janvier 1880, ce projet est présenté au MTC (Morskoï Tekhnichestiy Komet, Comité technique de la Marine).
Ces projets comprennent l'installation des moteurs à vapeur verticaux possédant une double capacité d'expansion de 3 500 kW fonctionnant avec un arbre en ligne, avec la moitié du nombre de chaudières, le croiseur économisait du carburant. En compensation, le navire posséda une vitesse suffisante pour atteindre une vitesse de 15 à 16 nœuds. Les calculs démontrèrent qu'une réserve de charbon de 1 050 tonnes pourrait alimenter le croiseur pendant une durée de sept à huit jours à pleine vitesse, 30 jours à une vitesse de 9 nœuds. Pour augmenter l'autonomie du croiseur les gréements, les voiles et les hélices sont conservées.

### Construction et changement de projet
Le 10 mars 1880, le chantier de la Nouvelle Amirauté nomme le lieutenant-colonel N. Samoïlov, constructeur du croiseur et son adjoint, le capitaine Potapov. Le 31 mars de la même année débutent les travaux préparatoires, la commande du matériel est effectuée.
Le 10 septembre 1880, après réception du premier lot d'acier produit par l'usine Nevski, il est procédé à l'assemblage de la coque du navire. En septembre, le travail cesse, les usines ne peuvent respecter le calendrier de livraison d'acier et de fer, il est ordonné d'importer l'acier d'Angleterre.
En novembre 1880, le MTC propose la construction du croiseur sur le modèle des croiseurs britanniques Phaeton, Leander et Arethusa.
Le 18 décembre 1880, le nouveau constructeur du croiseur est le capitaine de corps du génie naval Nikolaï Kouteïnikov (1845-1906).
En janvier 1881, un nouveau gestionnaire de l'Amirauté, l'amiral Alexeï Alexeïevitch Peschurov (1834-1891) proposa d'armer le croiseur de canons de 229 mm. Ce changement dans l'armement se traduirait par une surcharge du bâtiment de guerre provoquant une réduction de l'approvisionnement en charbon, ou une réduction du nombre de canons de 152 mm. Toutefois le projet d'installation de canons de 203 mm apportant un profonde perturbation au navire fut rejeté.
Le 28 mars 1881, le croiseur reçoit le nom de Dmitri Donskoï (Дмитрий Донской).
Le 7 avril 1881, le lieutenant général Sokolov décida de changer la composition de l'artillerie sur le croiseur, furent installés 2 canons de 203 mm et 14 de 125 mm.
Le 18 août 1883, le Dmitri Donskoï est lancé. Des querelles bureaucratiques entre les ports de Saint-Pétersbourg et Kronstadt retardent l'aménagement du croiseur de deux ans.
En mai 1885, à bord du Dmitri Donskoï débutent les essais des équipements techniques, de l'artillerie, des mines et des armes. La visite du tsar Alexandre III de Russie cause un retard concernant les essais en mer du croiseur, en août 1885, il ne réalise que trois essais en mer. Le bâtiment de guerre montre une puissance moyenne de 5 972 ch, une vitesse moyenne de 16,19 nœuds (30 km/h).

### Carrière dans la Marine impériale de Russie
En automne 1885, le Dmitri Donskoi est affecté en Méditerranée, pendant deux années, le croiseur sert dans un détachement spécial en mer Méditerranée.
En 1887, le Dmitri Donskoï est affecté dans une escadre du Pacifique placée sous le commandement de l'amiral Alexandre Alexandrovitch Kornilov (1862-1925).
En mai 1889, de retour à Kronstadt, les gréements de bois du Dmitri Donskoï sont remplacés par des mâts en acier. Le principal problème du croiseur est l'encrassement de la coque qui affecte non seulement l'acier mais également les feuilles de cuivre. Les coques des navires japonais étaient recouvertes de vernis, à son retour à Kronstadt, la décision est prise d'appliquer cette conception pour la protection de la coque et des blindages.
Le 21 septembre 1891, le Dmitri Donskoï entreprend une expédition en mer au sein d'un détachement comprenant le croiseur Minine, le clipper Zabichka (3абияка), la canonnière Yraletsv (russe : Уралец). En mars 1892, ce détachement naval est dissous, le Dmitri Donskoï reçut son affectation pour la mer de Marmara, il fut basé à Constantinople, puis en mer Noire. Par une ordonnance du grand-duc Georges Aleksandrovitch de Russie, le croiseur fait escale dans le port du Pirée et continue sa route vers l'Extrême-Orient.
Depuis juillet 1892, le port d'attache du Dmitri Donskoï est Vladivostok.
En février 1893, le Dmitri Donskoi fait escale à Port-Saïd, le premier commandant du croiseur, le capitaine de 1er rang Hesse cède sa place au capitaine de 1er rang Nikolaï Alexandrovitch Green (grade correspondant à celui de colonel dans l'infanterie ou l'armée de l'air.
Le Dmitri Donskoï incorporé dans une escadre russe navigue sous le pavillon du vice-amiral Nikolaï Ivanovitch Kaznakov (1834-1906) lors des célébrations du 400e anniversaire de la découverte de l'Amérique. Parmi les membres d'équipage présents à bord du croiseur : le grand-duc Alexandre Mikhaïlovitch de Russie et le grand-duc de Meklembourg-Poméranie-Schwerin.
Le 16 mars 1893, des vents faibles empêchant toute utilisation des voiles provoquent le retard du Dmitri Donskoï, le croiseur ne peut prendre part à la rencontre internationale des escadres. Il se dirige directement vers New York. Le croiseur devient l'objet d'un pèlerinage pour les Américains.
En septembre 1893, de retour en Russie, les machines et les chaudières du Dmitri Donskoï subissent une révision majeure, ces travaux sont achevés en 1894. En 1895, un changement concernant l'artillerie est effectué sur le bâtiment de guerre, l'ancienne artillerie est remplacée par un système d'artillerie utilisé sur les navires et, comme batteries, sur terre (6 × 152 mm, 10 × 120 mm).
Le 29 octobre 1895, le Dmitri Donskoï passe des tests d'acceptation, avec le Riourik il met le cap sur la Méditerranée.
Le 14 février 1896, le Dmitri Donskoï est envoyé en Extrême-Orient, il accoste dans le port de Nagasaki le 9 septembre 1896. Le 7 octobre 1897, il ancre dans le nouveau port de Vladivostok. À la suite de la Convention russo-chinoise signée le 27 mars 1898, la Chine loue Port-Arthur et Dalian à la Russie, en mars 1898, le Dmitri Donskoï jette l'ancre dans ce port. En 1900, le croiseur prend part à la répression de la révolte des Boxers.
Le 12 décembre 1901, sous le commandement du capitaine de 1er rang M.I. Vaeder-Chkroufa le Dmitri Donskoï intègre un détachement de croiseurs blindés commandé par Grigori Pavlovitch Tchoukhnine (1848-1906), le croiseur quitte Port-Arthur pour Kronstadt. Une nouvelle rénovation de l'artillerie est effectuée sur le bâtiment de guerre, six des dix canons de 120 mm furent remplacés par des canons de 75 mm. En 1903, en convoi naval, le Dmitri Donskoï et l’Almaz (Алмаз) font route vers l'Extrême-Orient. Certains incidents retardent le croiseur, le bâtiment de guerre intègre une autre escadre placée sous les ordres de l'amiral Andreï Andreïevitch Virenius. En 1903, le Dmitri Donskoï a pour commandant le capitaine de 1er rang Leonid Fiodorovitch Dobrotvir.

#### Bataille de Tsushima

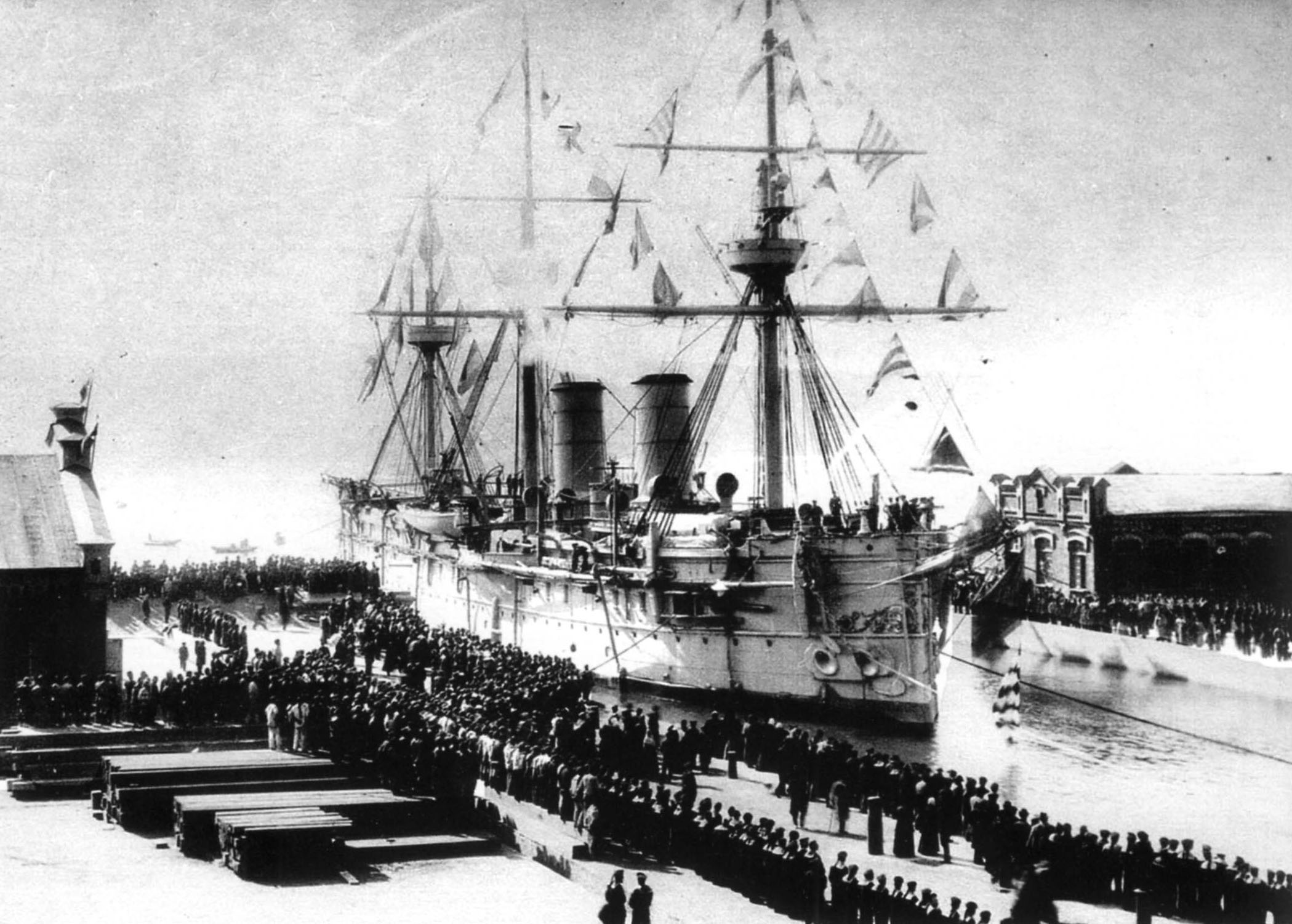
Le Dmitri Donskoï dans le port de Vladivostok le 7 octobre 1897

En 1904, le Dmitri Donskoï (sous le commandement du capitaine de 1er rang Ivan Nikolaïevitch Lebedev (1850-1905)) est membre de la 2e escadre du Pacifique, le croiseur fut placé sous les ordres de l'amiral Zinovi Rojestvenski. Après avoir emprunté le cap de Bonne-Espérance, le 27 mai 1905, la 2e escadre du Pacifique pénétra dans le détroit de Corée et engagea la bataille de Tsushima, la colonne de croiseurs fut placée sous les ordres de l'amiral Oskar Aldofovitch Enkvist (1849-1912).
Au cours de la bataille, le Dmitri Donskoï et le Vladimir Monomaque sont la cible des croiseurs japonais. En réponse, le vieux croiseur russe endommagea plusieurs bâtiments de guerre de la flotte japonaise. Pendant de ce temps, à gauche du lieu du combat, l’Oleg (Олег), le Jemtchoug (Жемчуг) et l’Aurore filent à grande vitesse. De son côté, tous feux éteints, le Dmitri Donskoï lent, réussit malgré tout à échapper aux attaques des navires japonais. Au cours de la nuit, à une vitesse de 9 nœuds, le croiseur met le cap sur Vladivostok.
De tous les navires, le Dmitri Donskoï est le plus proche de Vladivostok. Au large de l'île Ulleungdo en mer du Japon, le croiseur rencontre le torpilleur Buiny, qui avait recueilli la veille deux cents naufragés du cuirassé Osliabia et dont le charbon était au plus bas. Tous passent à bord du Dmitri Donskoï et le torpilleur est sabordé.
Pendant ce temps, à l'horizon, 6 navires japonais se rapprochait à grande vitesse du navire russe (24 nœuds), les croiseurs Naniva, Takashiho, Akashi, Tsushima (対马, Lancement 15 décembre 1902, mis en service 14 février 1904, coulé comme navire cible en 1944), Brouillard et Niitaka avec quatre autres navires. Le vieux Dmitri Donskoï aux soupapes fatiguées tenta vainement de prendre la fuite, afin d'augmenter la vitesse du croiseur, les chaudières furent alimentées en charbon, de l'huile y fut également jetée, les chaudières furent exposées à une explosion, toutefois le bâtiment de guerre ne put dépasser la vitesse de 14,05 nœuds (26 km/h). Le Dmitri Donskoï se prépara à livrer bataille. Les Japonais proposèrent aux Russes de rendre les armes, aucune réponse n'est apportée à ce message. Refusant de se rendre, le croiseur répond aux attaques japonaises, il endommage le Naniva et le Brouillard, toutefois le bâtiment de guerre est lui-même endommagé par des obus de 200 mm. Un obus tombe sur le kiosque, les marins présents sont tous tués ou blessés gravement. K.P. Blokhine, affecté à l'artillerie du navire, témoigne sur cet évènement tragique : « Sur toute sa surface, le pont fut recouvert de sang, de cadavres, de blessés gémissant de douleur ». Le capitaine de 1er rang Ivan Nikolaïevitch Lebedev gravement blessé tenant d'une main ferme le gouvernail tenta de garder le croiseur à flot. Toutefois, le Dmitri Donskoï parvient à endommager le Naniva et le Brouillard, ceux-ci se retirent du combat.
Les forces en présence étaient inégales. De nouveaux tirs ennemis font voler en éclats le vieux croiseur, une nouvelle fois, les Japonais proposent une reddition aux Russes, les membres d'équipage répliquent : « Plutôt mourir, mais ne pas abandonner ». Le vieux Dmitri Donskoï résiste jusqu'à la tombée de la nuit. À la faveur de l'obscurité les tirs cessent mais reprennent un peu plus tard, le croiseur résiste aux attaques des Japonais, il parvient même à endommager un des croiseurs de la flotte japonaise. Dès ce moment, la lutte pour la survie du Dmitri Donskoï commence. Les pompes sont impuissantes face au déferlement de l'eau à bord du croiseur, néanmoins il parvient à rester à flot pendant plusieurs heures. Au cours de la nuit, les membres d'équipage débarquent sur l'île d'Ulleungdo, le capitaine 1er rang Ivan Nikolaïevitch Lebedev, mortellement blessé, décèdera des suites de ses blessures quelques jours plus tard en captivité. Le matin du 28 mai 1905, le Dmitri Donskoï est sabordé. Doucement le navire s'enfonce dans la mer, un marin russe, nommé Reyal, décroche le pavillon de saint André (pavillon de la Russie impériale), il meurt avec le croiseur.
Sur l'île Ulleungdo, les membres d'équipage, les larmes aux yeux, regardent leur croiseur s'enfoncer dans les profondeurs de la mer.

## Commandants duDmitri Donskoï
- Hesse
- Nikolaï Alexandrovitch Green
- M.I. Vaeder-Chkroufa
- Leonid Fiodorovitch Dobrotvir
- Ivan Nikolaïevitch Lebedev

## Liste des officiers du croiseurDmitri Donskoïcapturés au cours de la bataille de Tsushima
- Skvortsov, adjudant
- Koltsov, adjudant
- Mikhalevsk, adjudant
- Razoumovski, adjudant
- Mamontov, adjudant
- Wilke 3e adjudant
- Knyupfer, adjudant
- Seniavski 2e adjudant
- Zatourski, adjudant
- Gernet, adjudant
- Choutov, lieutenant
- Dobrev, lieutenant
- Starck, 1er lieutenant
- Mordovine, le capitaine de 2e rang
- Blokhine, capitaine de 2e rang, agent principal
- Ivan Nikolaïevitch Lebedev, le commandant du 1er rang, commandant du Dmitri Donskoï.

## Découverte de l'épave
En 2001, une société de sauvetage sud-coréenne a annoncé qu'elle avait trouvé l'épave du croiseur russe. Le cours de son action en Bourse a augmenté de 41 % en une semaine sur des rumeurs que 14 000 tonnes d'or (soit 10 % de l'or jamais extrait sur Terre), se trouveraient à bord du navire. La société n'a jamais trouvé quoi que ce soit, et celle-ci a fait faillite.
En 2003, l'institut coréen des sciences et technologies océaniques, a prétendu avoir découvert l'épave et a publié des photos, datant de 2007, sur son site Internet.

### Groupe Shinil
La société de chasse au trésor sud-coréenne Shinil Group, a annoncé avoir localisé le Dmitri Donskoï par 434 mètres de profondeur, à 1,6 km au large de l'île sud-coréenne de Ulleungdo, le 15 juillet 2018 à 9h50 heure locale et avoir l'intention de renflouer la cargaison.
Dans le cadre du plan de récupération d'une période de 3 mois, annoncé par le groupe sud-coréen, une entreprise de récupération chinoise va tenter de récupérer la cargaison en octobre ou en novembre 2018 : soit les 5 500 caisses contenant des lingots d'or ainsi que 200 tonnes de pièces d'or, qu'ils pensent trouver à l'intérieur de l'épave. L'ensemble représenterait une valeur de 101,3 milliards de livres sterling (133 milliards de dollars). En cas de récupération de la cargaison, la moitié de l'or trouvé serait restitué à la Russie. 10 % du reste serait utilisé pour financer des projets touristiques sur l'île de Ulleungdo, incluant la création d'un musée consacré au navire.
Cependant, la société Shinil Group a été créée en juin 2018, bien que succédant à la Shinil Corporation fondée en 1957, et possède une capacité financière assez faible. La nouvelle société n'a toujours pas demandé au ministère sud-coréen des Affaires maritimes et de la pêche, son accord pour l'attribution des droits de sauvetage, auquel cas elle devrait verser 10 % de la valeur estimée de la cargaison. Aucune preuve n'a été présentée par Shinil Group, confirmant la présence de l'or dans le navire quand il a coulé, le 28 mai 1905. Le régulateur financier de la Corée du Sud a mis en garde le public d'investir spéculativement dans des entreprises de chasse au trésor, s'appuyant sur des rumeurs sans présenter des preuves concrètes.
Dans un communiqué de presse, la société Shinil Group a précisé que la coque et la poupe du navire sont endommagées, mais que le pont supérieur et le côté blindé de la coque sont bien conservés, malgré leurs 113 ans de présence dans les fonds sous-marins. Les ancres et les mitrailleuses sont restées en place, tandis que les trois mâts et les deux cheminées sont signalés cassés.
D'autre part, de nombreux chercheurs mettent en doute la présence d'une cargaison d'or à bord d'un navire de guerre, car il n'y a pas de documents d'archives ou de preuves scientifiques pour l'attester. Kirill Kolesnichenko, professeur en sciences sociales à l'Université fédérale d'Extrême-Orient, avait déclaré au site russe d'informations RIA Novosti, que la conservation d'une telle cargaison sur un navire serait trop dangereuse, et que d'autre part, la Russie pouvait transporter son or par transport ferroviaire, sans aucun risque, à travers la Sibérie, jusqu'à Vladivostok,.  
Lors d'une conférence de presse à Séoul le 26 juillet 2018, Choi Yong-seok le PDG de Shinil Group, a reconnu qu'il ne pouvait pas prouver l'existence de la précieuse cargaison à bord du navire. Les deux sociétés associées au projet sont maintenant en attente de la validation de leur projet par les régulateurs financiers sud-coréens.